# Colonia Nuevo Valle Real
Colonia Nuevo Valle Real är en ort i Mexiko.   Den ligger i kommunen San Juan Bautista Valle Nacional och delstaten Oaxaca, i den sydöstra delen av landet, 300 km sydost om huvudstaden Mexico City. Colonia Nuevo Valle Real ligger 88 meter över havet och antalet invånare är 317.
Terrängen runt Colonia Nuevo Valle Real är huvudsakligen kuperad. Colonia Nuevo Valle Real ligger nere i en dal. Runt Colonia Nuevo Valle Real är det ganska glesbefolkat, med 47 invånare per kvadratkilometer. Närmaste större samhälle är San Juan Bautista Valle Nacional, 1,1 km sydost om Colonia Nuevo Valle Real. I omgivningarna runt Colonia Nuevo Valle Real växer i huvudsak städsegrön lövskog.